# MG-458

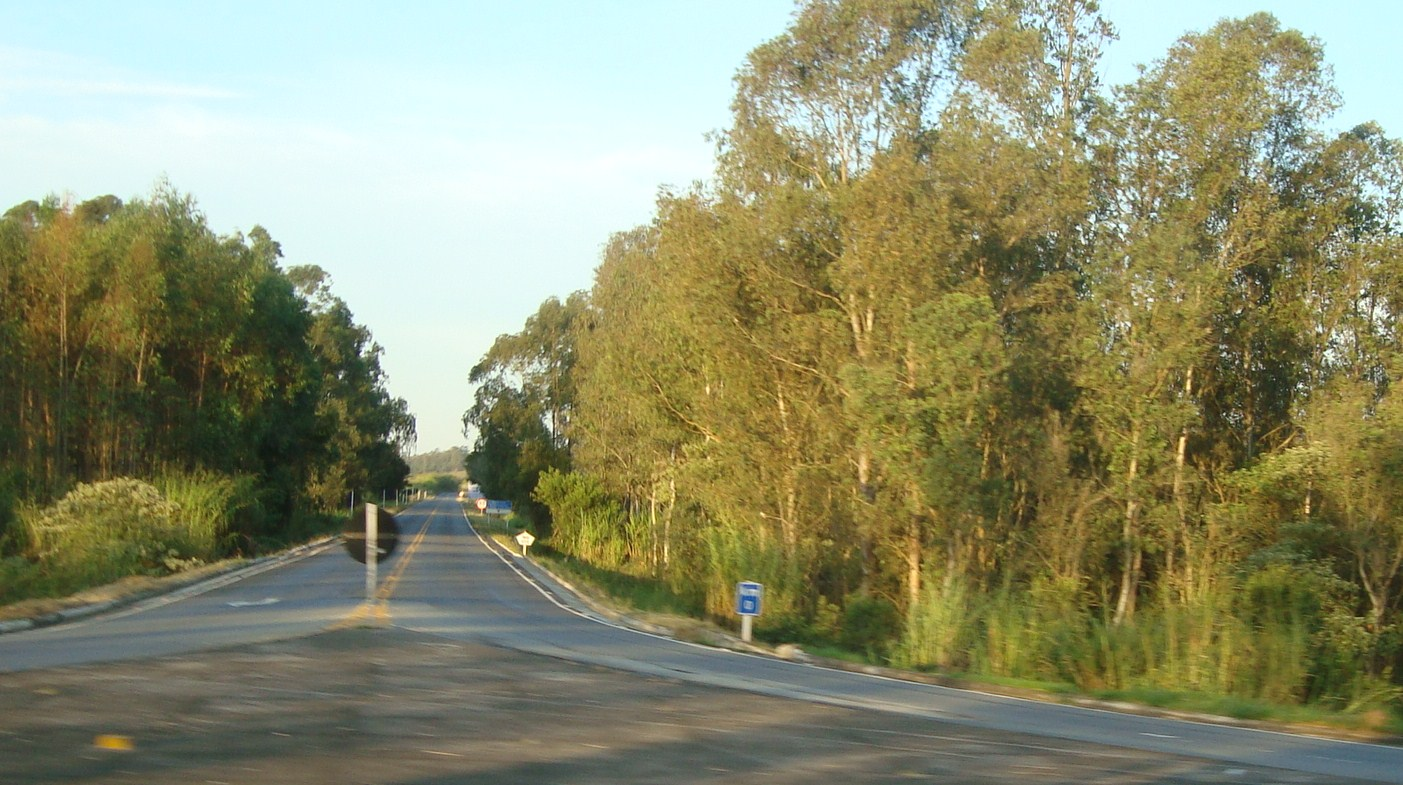
Trecho da rodovia MG-458 no município de Careaçu, próximo ao entroncamento com a BR-381.

A MG-458 é uma rodovia brasileira do estado de Minas Gerais que liga a BR-381, no município de Careaçu, à MG-347 em Pedralva, passando pelos municípios de Heliodora, Natércia e Conceição das Pedras.
A rodovia integra o Circuito das Águas e tem dois trechos pavimentados: o primeiro tem 32,8 km de extensão e liga a BR-381 à cidade de Natércia. O segundo, com 13,6 km, liga Conceição das Pedras à MG-347. O trajeto não pavimentado compreendido entre esses dois trechos tem 20 km de extensão.